# 2015-ös Nickelodeon Kids’ Choice Awards
Ez a huszonnyolcadik Nickelodeon Kids’ Choice Awards. amelyet 2015. március 28-án rendeztek The Forum, Inglewood, Kaliforniában.

## Fellépők
- Nick Jonas- Chains és Jealous
- Iggy Azalea és Jennifer Hudson – Trouble
- 5 Seconds of Summer – What I Like About You

## Győztesek és jelöltek

### Kedvenc filmszínész
- Ben Stiller – Éjszaka a múzeumban – A fáraó titka
- Will Arnett – Tini nindzsa teknőcök és A Lego-kaland
- Steve Carell – Alexander and the Terrible, Horrible, No Good, Very Bad Day
- Jamie Foxx – A csodálatos Pókember 2.
- Hugh Jackman – X-Men: Az eljövendő múlt napjai
- Mark Wahlberg – Transformers: A kihalás kora

### Kedvenc filmszínésznő
- Emma Stone – A csodálatos Pókember 2.
- Cameron Diaz – Annie
- Elle Fanning – Demóna
- Megan Fox – Tini nindzsa teknőcök
- Jennifer Garner – Alexander and the Terrible, Horrible, No Good, Very Bad Day
- Angelina Jolie – Demóna

### Kedvenc férfi akciós sztár
- Liam Hemsworth – Az éhezők viadala: A kiválasztott – 1. rész
- Chris Evans – Amerika Kapitány: A tél katonája
- Andrew Garfield – A csodálatos Pókember 2.
- Hugh Jackman – X-Men: Az eljövendő múlt napjai
- Chris Pratt – A galaxis őrzői
- Channing Tatum – Jupiter felemelkedése

### Kedvenc női akciós sztár
- Jennifer Lawrence – Az éhezők viadala: A kiválasztott – 1. rész és X-Men: Az eljövendő múlt napjai
- Halle Berry – X-Men: Az eljövendő múlt napjai
- Scarlett Johansson – Amerika Kapitány: A tél katonája
- Evangeline Lilly – A hobbit: Az öt sereg csatája
- Ellen Page – X-Men: Az eljövendő múlt napjai
- Zoë Saldana – A galaxis őrzői

### Kedvenc film
- Az éhezők viadala: A kiválasztott – 1. rész
- A csodálatos Pókember 2.
- A galaxis őrzői
- Demóna
- Tini nindzsa teknőcök
- Transformers: A kihalás kora

### Kedvenc animációs film
- Hős6os
- Így neveld a sárkányodat 2.
- A Lego-kaland
- A Madagaszkár pingvinjei
- Rio 2.
- Spongyabob – Ki a vízből!

### Kedvenc gonosztevő
- Angelina Jolie – Demóna
- Cameron Diaz – Annie
- Jamie Foxx – A csodálatos Pókember 2.
- Lee Pace – A galaxis őrzői
- Meryl Streep – Vadregény
- Donald Sutherland – Az éhezők viadala: A kiválasztott – 1. rész

### Kedvenc Tv színésznő
- Laura Marano – Austin és Ally
- Chloe Bennet – A S.H.I.E.L.D. ügynökei
- Debby Ryan – Jessie
- Kaley Cuoco-Sweeting – Agymenők
- Kira Kosarin – A Thunderman család
- Jennifer Morrison – Egyszer volt, hol nem volt

### Kedvenc Tv színész
- Ross Lynch – Austin és Ally
- Benjamin Flores Jr. – A Hathaway kísértetlak
- Jack Griffo – A Thunderman család
- Grant Gustin – Flash – A Villám
- Charlie McDermott – A semmi közepén
- Jim Parsons – Agymenők

### Kedvenc gyerek TV műsor
- Austin és Ally
- Az eb és a web
- A legboszibb boszi
- Jessie
- Veszélyes Henry

### Kedvenc családi TV műsor
- Modern család
- A S.H.I.E.L.D. ügynökei
- Agymenők
- Flash – A Villám
- Gotham
- Egyszer volt, hol nem volt
- Nicky, Ricky, Dicky és Dawn

### Kedvenc rajzfilm
- SpongyaBob Kockanadrág
- Phineas és Ferb
- Kalandra fel!
- Tini Nindzsa Teknőcök
- Tündéri keresztszülők
- Tini titánok, harcra fel!

### Kedvenc Tehetségkutató Verseny
- The Voice
- America's Got Talent
- Topmodell leszek!
- American Idol
- Dancing with the Stars
- So You Think You Can Dance

### Kedvenc reality show
- Dance Moms
- American Ninja Warrior
- Cupcake Wars
- MasterChef Junior
- Shark Tank
- Wipeout

### Kedvenc együttes
- One Direction
- OneRepublic
- Coldplay
- Maroon 5
- Fall Out Boy
- Imagine Dragons

### Kedvenc férfi énekes
- Nick Jonas
- Blake Shelton
- Bruno Mars
- Pharrell Williams
- Justin Timberlake
- Sam Smith

### Kedvenc női énekes
- Selena Gomez
- Katy Perry
- Taylor Swift
- Nicki Minaj
- Ariana Grande
- Beyoncé Knowles

### Kedvenc dal
- Bang Bang – Jessie J, Ariana Grande és Nicki Minaj
- All About That Bass – Meghan Trainor
- Dark Horse – Katy Perry és Juicy J
- Fancy – Iggy Azalea és Charli XCX
- Problem – Ariana Grande és Iggy Azalea
- Shake It Off – Taylor Swift

### Az év felfedezettje
- Fifth Harmony
- 5 Seconds of Summer
- Iggy Azalea
- Echosmith
- Jessie J
- Meghan Trainor

### Kedvenc könyv
- Egy ropi naplója
- Divergent trilogy
- Csillagainkban a hiba
- Az Olimposz hősei
- Az útvesztő
- Percy Jackson's Greek Gods

### Legjobb függőséget okozó játék
- Minecraft
- Angry Birds Transformers
- Candy Crush Saga
- Disney Infinity: Marvel Super Heroes
- Mario Kart 8
- Skylanders: Trap Team

## Nyálkás hírességek
- Jesse Tyler Ferguson
- Sarah Hyland
- Ariel Winter
- Nolan Gould
- Rico Rodriguez
- Shawn Mendes
- Josh Gad
- Nick Jonas
- 5 Seconds of Summer
- Jack Griffo
- Kira Kosarin
- Diego Velazquez
- Addison Riecke

## Nemzetközi díjak

### Afrika

#### Kedvenc rádiós Dj (Dél-afrikai Köztársaság)
- Bonang Matheba
- Roger Goode
- Darren Simpson
- Poppy Ntshongwana

#### Kedvenc személyiség (Nigéria)
- Mannie
- The Big Tyme
- Gbemi
- Tosyn Bucknor

### AusztráliaésÚj-Zéland

#### Kedvenc rajongó
- 5SOSFAM
- KATY CATS
- Arianators
- Directioners
- Swifties

#### Kedvenc internetes szenzáció
- Troye Sivan
- Jamie’s World
- Charli’s Crafty Kitchen
- Sarah Ellen
- DieselD199

#### Kedvenc állat
- Grumpy Cat
- Dr. Colosso
- Boo the Pomeranian
- Meredith Grey és Olivia Benson
- Munchkin a Teddy maci

#### Kedvenc sportoló
- Dan Carter
- Steve Smith
- Stephanie Gilmore
- Sarah Walker
- Nick Kyrgios

#### Kedvenc előadók
- 5 Seconds of Summer
- Sheppard
- Lorde
- Jamie McDell
- Iggy Azalea

### Brazília

#### Kedvenc szinész
- Luan Santana
- Larissa de Macedo Machado
- MC Gui
- Lucas Lucco

### Franciaország

#### Kedvenc énekes
- Matt Pokora
- Kendji Girac
- Tal
- Indila

### Németország

#### Kedvenc sztár
- Mandy Capristo
- Mario Götze
- Revolverheld
- Joko und Klaas

#### Kedvenc videóblogger
- Dagi Bee
- DieLochis
- BibisBeautyPalace
- Sami Slimani

### Latin-Amerika

#### Kedvenc művész
- Dulce María (Mexikó)
- CD9 (Mexikó)
- Lali Esposito (Argentína)
- Maluma (Kolumbia)

### Olaszország

#### Kedvenc énekes
- Dear Jack
- Annalisa
- Fedez
- Lorenzo Fragola

### HollandiaésBelgium

#### Kedvenc sztár
- B-Brave
- Hardwell
- Ian Thomas
- MainStreet

### Lengyelország

#### Kedvenc sztár
- Dawid Kwiatkowski
- LemON
- Margaret
- Mrozu

### Portugália

#### Kedvenc zene művész
- D.A.M.A
- HMB
- No Stress
- Tom Enzy

### Oroszország

#### Kedvenc sportoló
- Yulia Lipnitskaya

#### Kedvenc színész
- Pavel Priluchny

#### Kedvenc színésznő
- Anna Khilkevich

#### Az év áttörője
- MBAND

#### Kedvenc rajongó
- Directioners

### Ázsia

#### Kedvenc művész
- JKT48 (Indonézia)
- Jinnyboy (Malajzia)
- Daniel Padilla (Fülöp-szigetek)
- Tosh Zhang (Szingapúr)

#### Kedvenc kínai művész
- Bibi Zhou
- Qi Wei
- Sean Zhang
- MAYDAY

### Egyesült Királyság

#### Kedvenc videóblogger
- Zoe Sugg
- Niomi Smart
- Caspar Lee
- Alfie Deyes

#### Kedvenc zenész
- One Direction
- Ed Sheeran
- Little Mix
- Jessie J

#### Kedvenc híres állat
- Prince Essex
- Pudsey a kutya
- Pippin & Percy
- Hot Lips

#### Kedvenc új előadó
- Rixton
- Ella Henderson
- Ella Eyre
- George Ezra

#### Kedvenc rajongói család
- Directioners
- Swifties
- Vampettes
- Arianators

#### Kedvenc sport sztár
- Alexis Sánchez
- Diego Costa
- Wayne Rooney
- Raheem Sterling

#### Kedvenc tipster
- TheDiamondMinecart
- Mr. Stampy Cat
- Spencer FC
- Sean Thorne

## Fordítás
- Ez a szócikk részben vagy egészben  a(z)   2015 Kids' Choice Awards című angol Wikipédia-szócikk ezen változatának fordításán alapul.  Az eredeti cikk szerkesztőit annak laptörténete sorolja fel. Ez a jelzés csupán a megfogalmazás eredetét és a szerzői jogokat jelzi, nem szolgál a cikkben szereplő információk forrásmegjelöléseként.